# I. Kenneth skót király
Cináed mac Ailpín (810 körül – 858. február 13.) a piktek királya volt, aki a nemzeti legenda szerint I. Kenneth néven Skócia első királya lett. Ha nem is tekinthető bizonyosan Skócia alapító atyjának, ahhoz nem fér kétség, hogy egy olyan dinasztia alapítója volt, amely tőle származtatta magát és a középkor jó részében uralkodott Skócia felett.
839-ben kihalt a dinasztia, amely korábban Fortriut uralta. Eógan király, Fortiui Óengus fia, és a testvére Bran elestek egy csatában, amelyet a vikingek ellen vívtak. Ezután legalább négy trónkövetelő küzdött az uralkodásért.
Cináed 843-ban kezdett el uralkodni, de utolsó riválisát valószínűleg csak 848-ban győzte le. A Pikt krónika szerint már két éve Dál Riata volt, amikor 843-ban a pikt trónra került, de nem általánosan elfogadott, hogy ez igaz. 849-ben Cináed Ionából Dunkeldbe vitette Szent Kolumba relikviáit, köztük a Monymusk Relikviát. Az Alba királyainak krónikája szerint hatszor támadta meg a szászokat, elfoglalta Melrose-t és Dunbart, és uralkodása alatt a vikingek egyszer felprédálták Piktföldet, mélyen az ország belsejébe hatolva.
Cináedet egy tumor ölte meg a cinnbelachoiri palotában (valószínűleg Scone közelében). A krónikák a piktek királyának és nem Alba (Skócia) királyának a haláláról számolnak be. Az „Alba királya” címet csak unokái, Domnall és Konstantin idejében kezdték el használni.

## Külső hivatkozások
- , rövid jegyzetekkel

| Előző uralkodó: – | Skócia uralkodója 843–858 | Következő uralkodó: I. Donald |